# كريس تاكر
كريستوفر تاكر (بالإنجليزية: Chris Tucker)‏ ولد في 31 أغسطس 1971 هو ممثل أمريكي كوميدي، تاكر معروف بأدواره سموكي في فيلم الجمعة وجيمس كارتر، شرطي المباحث الأمريكي في ثلاثية أفلام ساعة الذروة مع جاكي تشان.

## طفولته
ولد كريس تاكر في أتلانتا، جورجيا، ابن مريم ونوريس تاكر. والدته كانت تشارك عن كثب في أعمال بناء الكنيسة، وكان والده رجل أعمال مستقل من الذين يملكون خدمة حراسة. تاكر أثيرت في ديكاتور، جورجيا.
بعد تخرجه من جامعة كولومبيا في مدرسة ثانوية، انتقل تاكر إلى لوس أنجلوس لممارسة مهنة ما في المسلسلات الكوميدية والأفلام.

## حياته المهنية
وقد كان أول فيلم لتاركر بجانب مغني الراب آيس كيوب في فيلم 1995 الجمعة. كما أنه تألق مع تشارلي شين في عام 1997 و في فيلم المال المحادثات ومثل بجانب بروس ويليس في العنصر الخامس من العام نفسه. إنه في وقت لاحق في عام 1998 قام بدور البطولة في عمل كوميدي فنون الدفاع عن النفس ساعة الذروة وعواقب، ساعة الذروة 2 وساعة الذروة 3، والذي لعب فيه دور جيمس كارتر، والحكمة تكسير المباحث. بعد تحقيق فيلم ساعة الذروة نجاحا باهرا، صمد تاكر للقيمين على الاستوديو حتى تدفع له ثمن من 20 مليون دولار للساعة الذروة (2)؛  وحقق الفيلم نجاحا هائلا. نجمة أخرى، جاكي شان، تلقى 15 مليون دولار، وإجمالي نقطة.
على الرغم من سلسلة الأفلام في بداية حياته المهنية، قدم ظهر تاكر ثلاث مرات فقط منذ عام 1998، كما في المخبر جيمس كارتر. سلكت الحياة المهنية لتاكر مسار غير عادي في ذلك، في حين أنه لم تصدر مثل هذا العدد الصغير نسبيا من الأفلام، وقال أنه قد تصبح عضوا غير الرسمية «20 مليون دولار في فيلم» النادي، والانضمام إلى الجهات الفاعلة مثل براد بيت، دنزل واشنطن، توم كروز وويل سميث. تاكر وقع عقد على فيلمان مع نيولاين سينما عن 40 مليون دولار إلى نجمة في ساعة الذروة 3 وفيلم آخر لم يذكر اسمه. فهو أيضا حصل على 20 ٪ من إجمالي ضد راتبه من فيلم 3rd ساعة الذروة.
يقتص تاكر دوره في سموكي من يوم الجمعة المقبل (2000) لأنه قد أصبح مسيحيا ولد من جديد بعد تصويره لفيلم المال المحادثات (1997). اختار أن يفعل في ساعة الذروة سلسلة بدلا من ذلك. كما أنه تألق في مايكل جاكسون 'ليالي الفيديو«أنت الصخرة بلدي في العالم».
في فبراير 13، 2009 ، شارك تاكر في الدوري الاميركي للمحترفين جميع النجوم في عطلة نهاية الاسبوع لعبة المشاهير. الشخصيات الأخرى التي تشارك تشمل مغني الراب ماجستير ف، الدوري الاميركي للمحترفين قاعة فمر] لكلايد دريكسلر، دومينيك ويلكنز، استقبال واسعة تيريل اوينز، وأربعة هارلم Globetrotters.

## حياته الشخصية
وتاكر هو صديق للنجم جاكي تشان في فيلم ساعة الذروة كما أنه كان مع أصدقاء الراحل المغني مايكل جاكسون، وظهر في شريط فيديو جاكسون «أنت الصخرة بلدي في العالم» (2001) وعلى مقدمة من المسار على الألبوم الذي لا يقهر. كما أنه حضر جاكسون تذكارية.
ظهر تاكر كما في بداية الموسيقى والفيديو ل "الحب ولاية كاليفورنيا " عن طريق توباك شاكور. وقال صديق لبيل كلينتون، قد سافر تاكر مع الرئيس السابق في الخارج، على الرغم من أنه يؤيد باراك أوباما بدلا من هيلاري كلينتون في التمهيدية لعام 2008. 
كما أنه لديه ابن يدعى كريستوفر دستين تاكر، الذي ولد في عام 2000 ويعيش مع والدته في لوس انجليس. يقيم في المجتمع ترف بيلا كولينا في Montverde، ولاية فلوريدا، التي تقع إلى الغرب من اورلاندو. كما أنه يعيش في مجتمع مسور في Tarzana، ولاية كاليفورنيا، حيث كان يثير أطفاله.
شارك تاكر في برنامج تلفزيوني وثائقي عن التركيب الوراثي من الأميركيين الأفارقة. وجد لديه الأفريقية الأمريكية، الأوروبية الأميركية، والأمريكيين والنسب.  من خلال اختبارات الحمض النووي (كما بثت يوم لعام 2006 في برنامج تلفزيوني وثائقي حياة الأميركيين الأفارقة)، تاكر في النسب للأب ترجع إلى مجموعة Mbundu العرقية من أنغولا وسطر واحد من والدته إلى شعب الباميليك من الكاميرون. كما تمكن تاكر من تتبع شجرة عائلته إلى 1830s. وقد بين تاكر السفر إلى أنغولا، مسقط رأس أجداده، مع برنامج لاستضافة هنري لويس غيتس.

## قائمة الافلام
الأفلام
| السنة | الفيلم        | الدور             | ملاحظات |
| ----- | ------------- | ----------------- | ------- |
| 1994  | حفلة البيت 3  | جوني بوز          |         |
| 1995  | جمعة          | سموكي             |         |
| 1995  | النمر         | حارس              |         |
| 1995  | رؤساء ميتون   | سكيپ              |         |
| 1997  | المال يتحدث   | فرانكلين هاتشيت   |         |
| 1997  | جاكي براون    | بومانت ليفنچستون  |         |
| 1997  | العنصر الخامس | رودي رود          |         |
| 1998  | ساعة الازدحام | المحقق جيمس كارتر |         |
| 2001  | ساعة الذروة 2 | المحقق جيمس كارتر |         |
| 2007  | ساعة الذروة 3 | المحقق جيمس كارتر |         |
| 2011  | جمعة السابقة  | سموكي             |         |

تلفزيون
| سنة          | سلسلة                          | دور                      | الحلقات |
| ------------ | ------------------------------ | ------------------------ | ------- |
| 1988         | روزان                          | شخصيته الحقيقية شون ويست | 1       |
| وفي عام 1992 | Hangin 'مع السيد كوبر          | مغني الراب               | 1       |
| 2001         | يوميات                         | شخصيته الحقيقية شون ويست | 1       |
| 2006         | أرواح الأميركيين من أصل أفريقي | شخصيته الحقيقية شون ويست | 4       |

## وصلات خارجية
- كريس تاكر على موقع IMDb (الإنجليزية)
- كريس تاكر على موقع ميتاكريتيك (الإنجليزية)
- كريس تاكر على موقع روتن توميتوز (الإنجليزية)
- كريس تاكر على موقع قاعدة بيانات الأفلام العربية
- كريس تاكر على موقع ألو سيني (الفرنسية)
- كريس تاكر على موقع ميوزك برينز (الإنجليزية)
- كريس تاكر على موقع أول موفي (الإنجليزية)
- كريس تاكر على موقع بوكس أوفيس موجو (الإنجليزية)
- كريس تاكر على موقع قاعدة بيانات الأفلام السويدية (السويدية)
- كريس تاكر على موقع إن إن دي بي (الإنجليزية)
- كريس تاكر الموقع الرسمي